# The Insurance Nightmare
The Insurance Nightmare è un cortometraggio muto del 1915 diretto da Chance E. Ward (Chance Ward).

## Produzione
Il film fu prodotto dalla Kalem Company.

## Distribuzione
Distribuito dalla General Film Company, il film - un cortometraggio di una bobina - uscì nelle sale cinematografiche USA il 2 febbraio 1915.